# Питър Гленвил
Питър Гленвил (на английски: Peter Glenville) е британски театрален актьор и филмов режисьор.

## Биография
Роден е на 20 октомври 1913 г. в Хемпстед, Лондон в театрално семейство. Гленвил е син на Шон Гленвил (роден от Джон Браун, 1884–1968), роден в Ирландия и Дороти Уорд. Двамата му родители са изпълнители на пантомима.
Той посещава „Stonyhurst College“ и след това учи право в „Christ Church“ в Оксфорд. От 1934 до 1947 г. Гленвил е президент на Драматичното общество на Оксфордския университет и участва в много театрални постановки.
Измежду филмите му са „Бекет“ и „Хотел „Парадизо““. През 1965 г. е номиниран за Оскар за най-добър режисьор за работата си по „Бекет“.
От 1945 до смъртта си Гленвил има връзка с театралния продуцент Харди Уилям Смит (1916-2001).
Питър Гленвил умира в Ню Йорк на 3 юни 1996 г., на 82 години от сърдечен удар.

## Избрана филмография
| Година | Филм                   | Оригинално заглавие |
| ------ | ---------------------- | ------------------- |
| 1940   | Завръщане към миналото | Return to Yesterday |
| 1964   | Бекет                  | Becket              |
| 1966   | Хотел „Парадизо“       | Hotel Paradiso      |